# سرب الحمام (مسلسل)
سرب الحمام هو مسلسل تلفزيوني مغربي من إخراج محمد عاطفي سنة 1998، وبطولة كل من رشيد الوالي، ونور الدين بكر، وسعيدة باعدي، وسعاد صابر.

## قصة المسلسل
يعيش حمادي حياة بائسة مع والدته واخته فاطمة بعد وفاة والده، الذي يمتلك قطعة أرض كبيرة قبالة البحر، ويستولي عليها أخاه الغير شقيق، وبعد محاولات عديدة لتحسين وضعه الاجتماعي، والمادي يجد نفسه يعود إلى نقطة الصفر.

## روابط خارجية
- سرب الحمام على موقع قاعدة بيانات الأفلام العربية